# Česnek kýlnatý
Česnek kýlnatý (Allium carinatum) je druh jednoděložné rostliny z čeledi amarylkovitých.

## Popis
Jedná se o vytrvalou cca 15–40 cm vysokou rostlinu s podzemní cibulí, cibule je vejcovitá, asi 1 cm v průměru, obalné šupiny jsou tmavé, podélně rozpadavé. Lodyha asi v dolní polovině až 2/3 zahalena pochvami listů. Listy jsou přisedlé, čepele jsou čárkovité, mělce žlábkovité, na rubu se 3–5 podélnými žebry, asi 1–1,5 mm široké. Květy jsou uspořádány do květenství, jedná se o lichookolík (stažený šroubel), který je dosti řídký. Pacibulky v květenství jsou přítomny, většinou je však více květů než pacibulek. Květenství je podepřeno 12 cm dlouhým, dvoudílným toulcem, díly jsou nestejné, protažené v dlouhou špičku. Okvětní lístky jsou cca 4–6 mm dlouhé a 1,5–2 mm široké, fialové, na hřbetě kýlnaté. Tyčinky jsou o něco delší než okvětí, prašníky jsou nachové. Plodem je tobolka.

## Rozšíření ve světě
Jedná se o druh s převážně evropským rozšířením. Roste na západ po Francii (málo až v severním Španělsku), na sever po Velkou Británii a jižní Skandinávii, na jih po severní Balkán, na východ po Ukrajinu.

## Rozšíření v Česku
V ČR roste vzácně a jedná se o silně ohrožený druh květeny ČR, kategorie C2. Roste od nížin po pahorkatiny na JV Moravě, hlavně v Bílých Karpatech, jinde jen výjimečně, např. u Hojsovy Stráže v Předšumaví a u Mělnické Vrutice v Polabí. Jeho biotopem jsou slatinné louky a výslunné stráně. Někdy je pěstován jako okrasná rostlina na skalkách a může i zplaňovat.